# Камила Андерсен
Камила Андерсен (енгл. Camilla Andersen; 5. јул 1973) је бивша рукометашица Данске и добитница је златне медаље са репрезентацијом на Летњим олимпијским играма 1996. у Атланти и на Летњим олимпијским играма 2000. у Сиднеју. Сматра се једним од најбољих играча данског рукомета икада.
Године 2000. је ушла у грађанску заједницу са норвешком рукометашицом Мијом Хундвин са којом се разишла три године касније. Sports Illustrated је имао дугачак прилог о њима.
Након што се повукла из спорта 2005, каријеру је започела у туристичкој компанији Reisegalleriet. Касније је покренула сопствену туристичку агенцију Travel Sense специјализовану за спортска путовања.
Године 2012. примљена је у Национални олимпијски комитет и спортску конфедерацију Данске као 27. чланица.

## Успеси

### Тимски
- 1993.   Светско првенство 1993.
- 1994.  Европско првенство 1994.
- 1994.  ЕХФ Куп 1994.
- 1995  Светско првенство 1995.
- 1996.  Летње олимпијске игре 1996.
- 1996.  Европско првенство 1996.
- 1997.  Светско првенство 1997.
- 1998.   Европско првенство 1998.
- 2000  Летње олимпијске игре 2000.
- 2002.  Светско првенство 2002.
- 2003.  Суперлига Данске 2003.
- 2003.  ЕХФ Куп 2003.
- 2004.   Суперлига Данске 2004.
- 2004.  ЕХФ Лига шампиона 2004.

### Индивидуални
- 1994. Ол-стар играч Европског првенства
- 1997. Ол-стар играч Светског првенства
- 1998. Ол-стар играч Европског првенства
- 2003. Играч године Данске